# Riu de Queixigar
El riu de Queixigar (o barranc de Mil Homes a la capçalera) és un afluent del riu Guart o riera de Calladrons, per l'esquerra. Pertany a la conca de la Noguera Ribagorçana.
El riu transcorre en direcció nord-sud per les terres del municipis de Monesma i Queixigar, on neix; Castigaleu, situat a la vall alta del riu, on el riu de Queixigar transcorre engorjat i el cap del terme s'assenta a la seua vora; Tolba (el poble de Lluçars, es troba a la dreta del riu) i Benavarri (el poble d'Entença, està situat a l'esquerra del riu; Siscar està a la dreta). Tot el seu curs fluvial transcorre per la Baixa Ribagorça, a la Franja de Ponent de l'Aragó. Desemboca finalment a Estopanyà.

## Afluents
- Barranc de Monema, format pels barrancs de Sant Antoni i Subirana.[11]
- Barranc de Montanui.
- Barranc de Ribanyé, desemboca a Castigaleu.[12]
- Barranc de Viacamp.[13]